# Bois de Boulogne
Het Bois de Boulogne (Frans voor Bos van Boulogne) is het bekendste park in Parijs, gelegen in het 16e arrondissement van de stad. Het park is 846 hectare groot en bestaat in zijn huidige vorm sinds 1852, door toedoen van Napoleon III.

## Geschiedenis

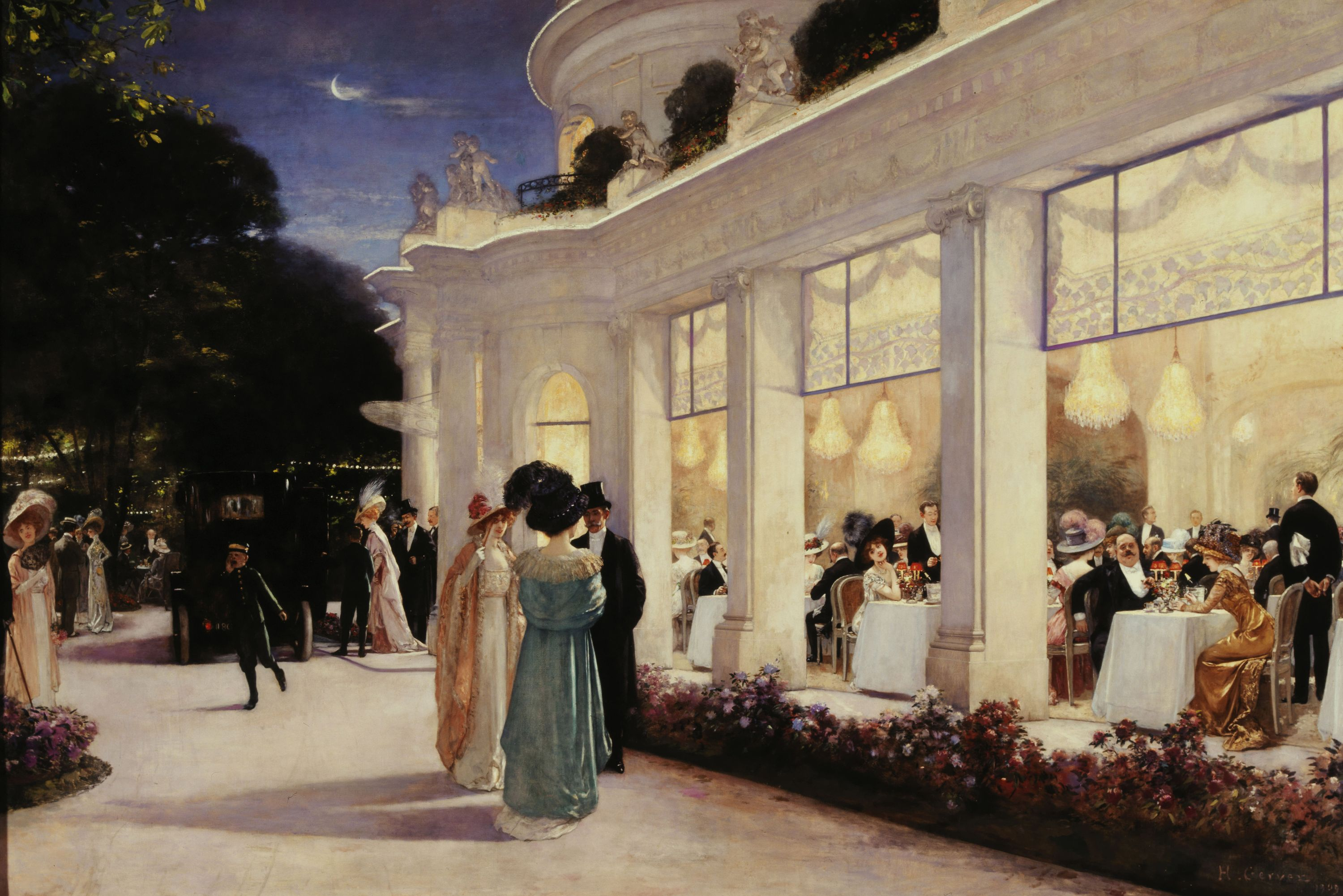
Une soirée au "Pré Catelan" (1909) van Henri Gervex.

Tot de 14e eeuw stond het Bois de Boulogne bekend onder de naam forêt de Rouvray. Het toenmalige bos was aanzienlijk groter dan het huidige en er waren vele kloosters gevestigd. Onder Filips IV van Frankrijk kreeg het zijn huidige naam, genoemd naar de bouw van de Notre Dame de Boulogne le Petit, dat gebouwd werd nadat Filips een bedevaart maakte naar Boulogne-sur-Mer.
Filips Augustus kocht het grootste deel van het bos van de monniken op om er een koninklijk jachtterrein van te maken. Tijdens de Honderdjarige Oorlog werd het bos echter erg onveilig. Het werd een toevluchtsoord voor dieven, tot het door de Parijzenaars geheel geplunderd werd. Lodewijk XI liet het weer bebossen en er werden twee wegen geopend. Onder Frans I werd er het Kasteel van Madrid gebouwd en werd het bos gebruikt voor feesten. Ook kwamen er weer veel soorten wild voor.
Hendrik IV liet 15.000 zwarte bessenstruiken planten en een gebouw bouwen waar zijderupsen werden gekweekt. Lodewijk XIV gaf vervolgens opdracht om het bos goed te onderhouden en nieuwe bomen te planten, om schepen te kunnen bouwen voor de koninklijke marine, die op dat moment op haar hoogtepunt van expansie was.
In de 18e eeuw werd het park en de gebouwen erin het toneel van frivole theatervoorstellingen en extreme weelderigheid. Tijdens de Franse Revolutie werden deze gebouwen veranderd, verkocht of zelfs verwoest. Net als eeuwen daarvoor, werd het bos weer een schuilplaats voor misdadigers en zwervers.

## Huidige Bois de Boulogne

Bois de Boulogne

In 1848 werd het bos eigendom van de staat en in 1852 werd het aan de stad Parijs verkocht. Onder invloed van Georges-Eugène Haussmann transformeerde het tot het huidige park, met grasvelden en kronkelpaadjes. Behalve de allée Reine Marguerite en de avenue Longchamp werden alle rechte wandelpaden weggehaald. Er werden twee kunstmatige meren aangelegd. Bronwater uit Passy voedt eerst het lac Supérieur, dat afloopt in het grotere lac Inférieur, met op een van zijn eilanden het Chalet des îles. Daarna voedt het water een waterval, het lac Saint-James en de vijvers van de Le Jardin d'acclimatation. Op de avenue Longchamp werd tussen 1855 en 1858 de hippodroom van Longchamp gebouwd. In 1870 werd een tweede paardenrenbaan, de hippodroom van Auteuil, gebouwd.
Het bos wordt ook wel "de longen van de hoofdstad" genoemd. Het heeft een dichte begroeiing, gedomineerd door eiken. Maar ook kersenbomen, johannesbroodbomen, beuken, cederbomen en kastanjebomen zijn aanwezig. In het bos bevindt zich 35 kilometer voetpad, 8 kilometer fietspad en 29 kilometer rijparcours. Omdat het Bois de Boulogne groot is, liggen er in vergelijking met andere parken meer autowegen.
Overdag is het er goed toeven, met onder meer een rosarium en een dierentuin. Ook herbergt het bos de enige camping van de stad. Aan de rand van het Bois de Boulogne in de zuidoosthoek bij de Porte d'Auteuil liggen met de klok mee de hippodroom van Auteuil, een siertuin: les Serres d'Auteuil en de tennisbanen van Roland Garros.
's Avonds en 's nachts wordt een bezoek afgeraden. Ondanks dat verzoeken tot prostitutie illegaal is in Frankrijk, dienen ‘s nachts delen van het Bois de Boulogne als populaire rendez-vouspunten voor prostitués, zij werken veelal vanuit busjes die langs de kant van de weg geparkeerd staan. De Franse overheid heeft geprobeerd deze bedrijvigheid uit het park te krijgen.

## Galerij

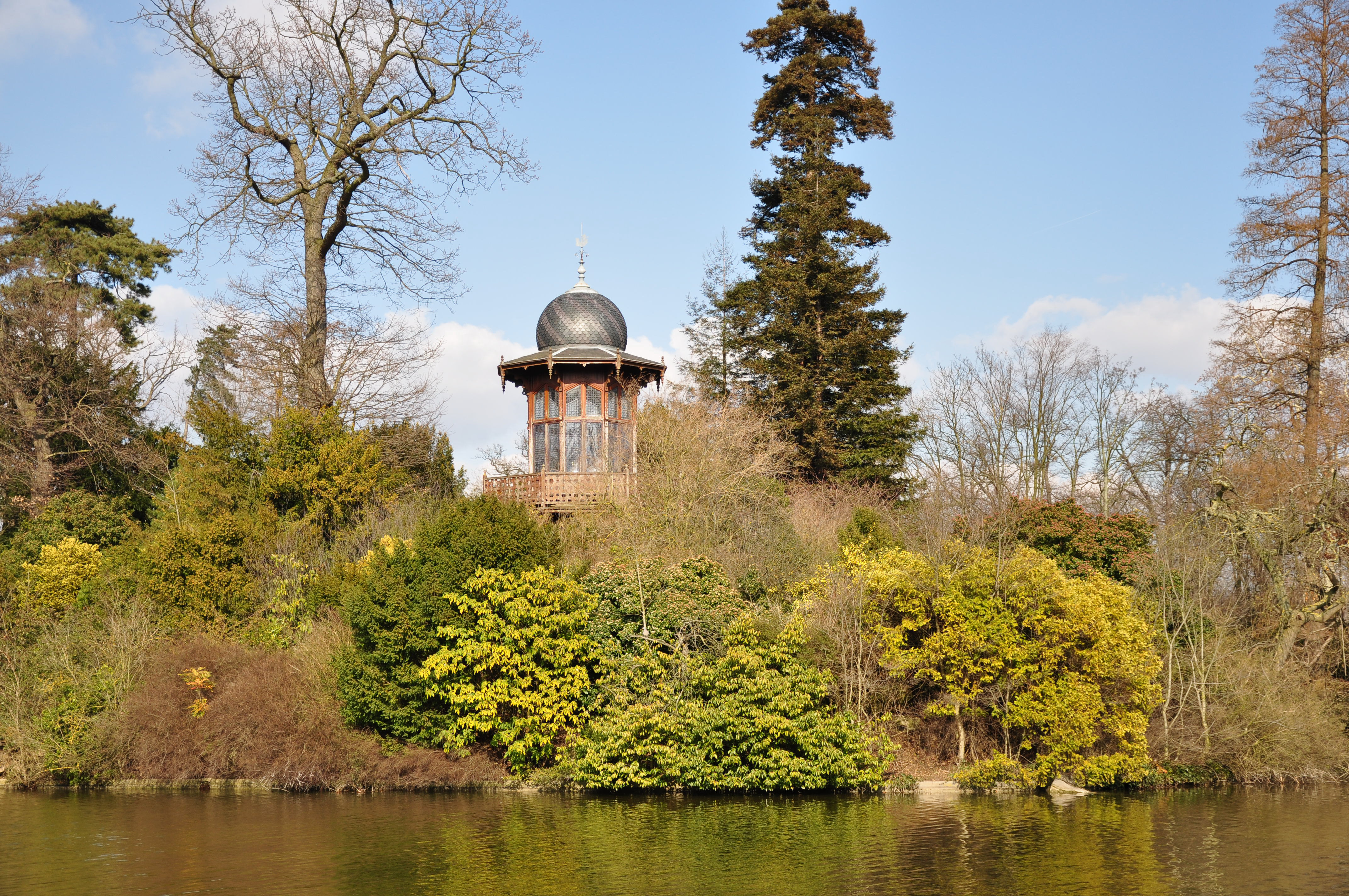
Kiosque de l'Empereur
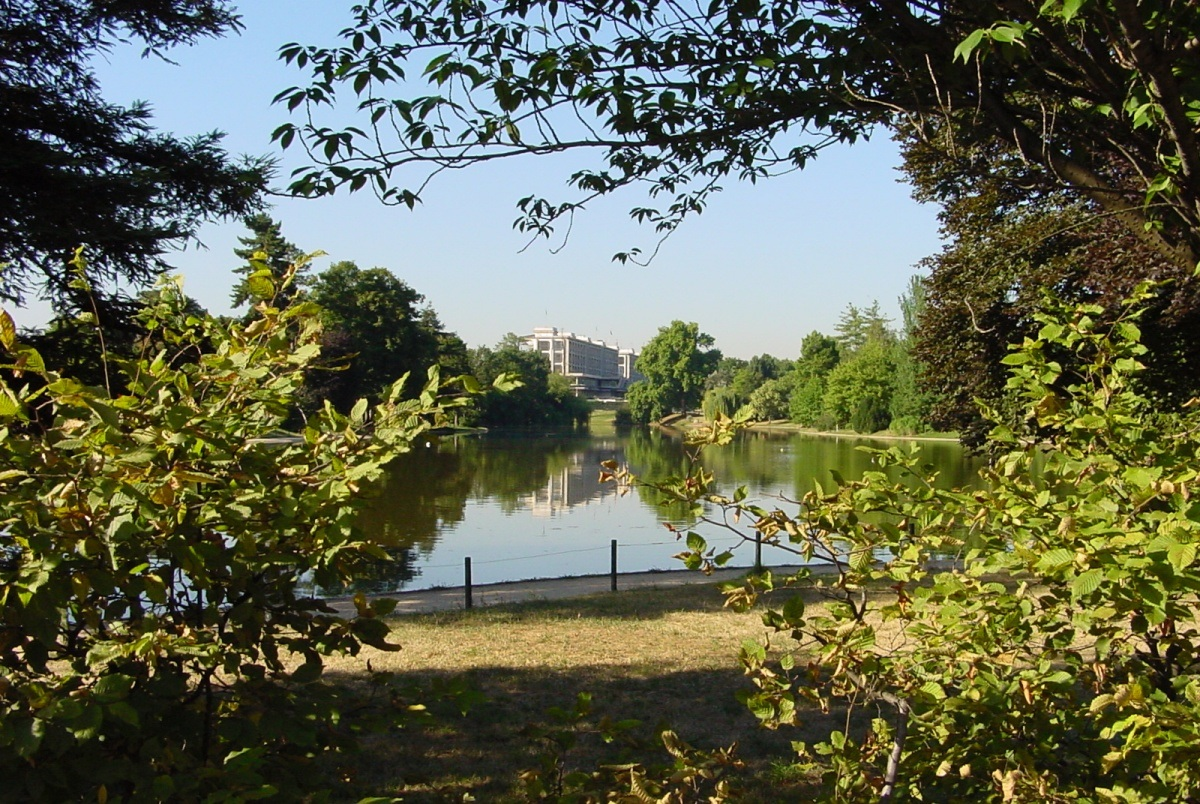
Lac Supérieur
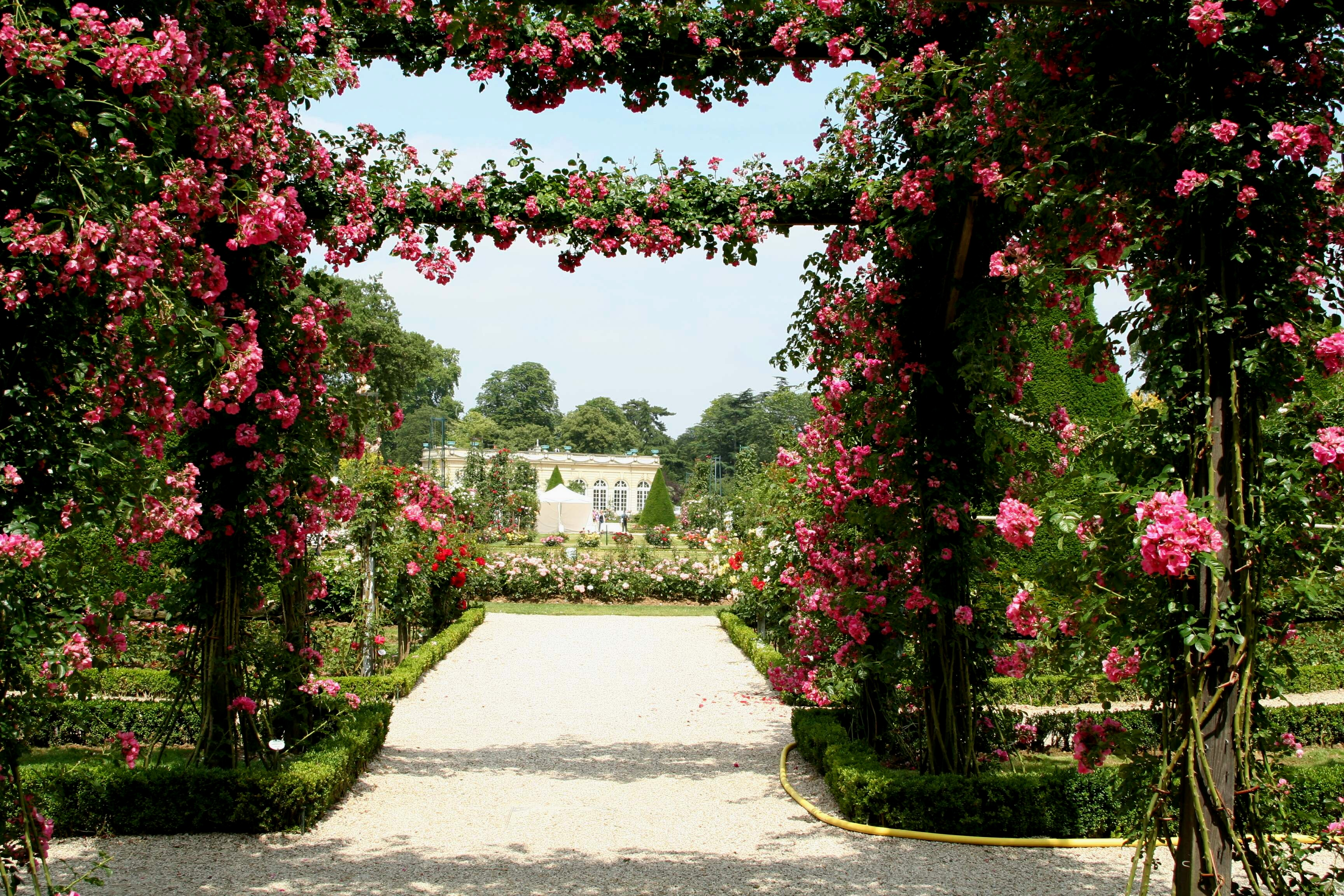
Het rosarium Roseraie de Bagatelle
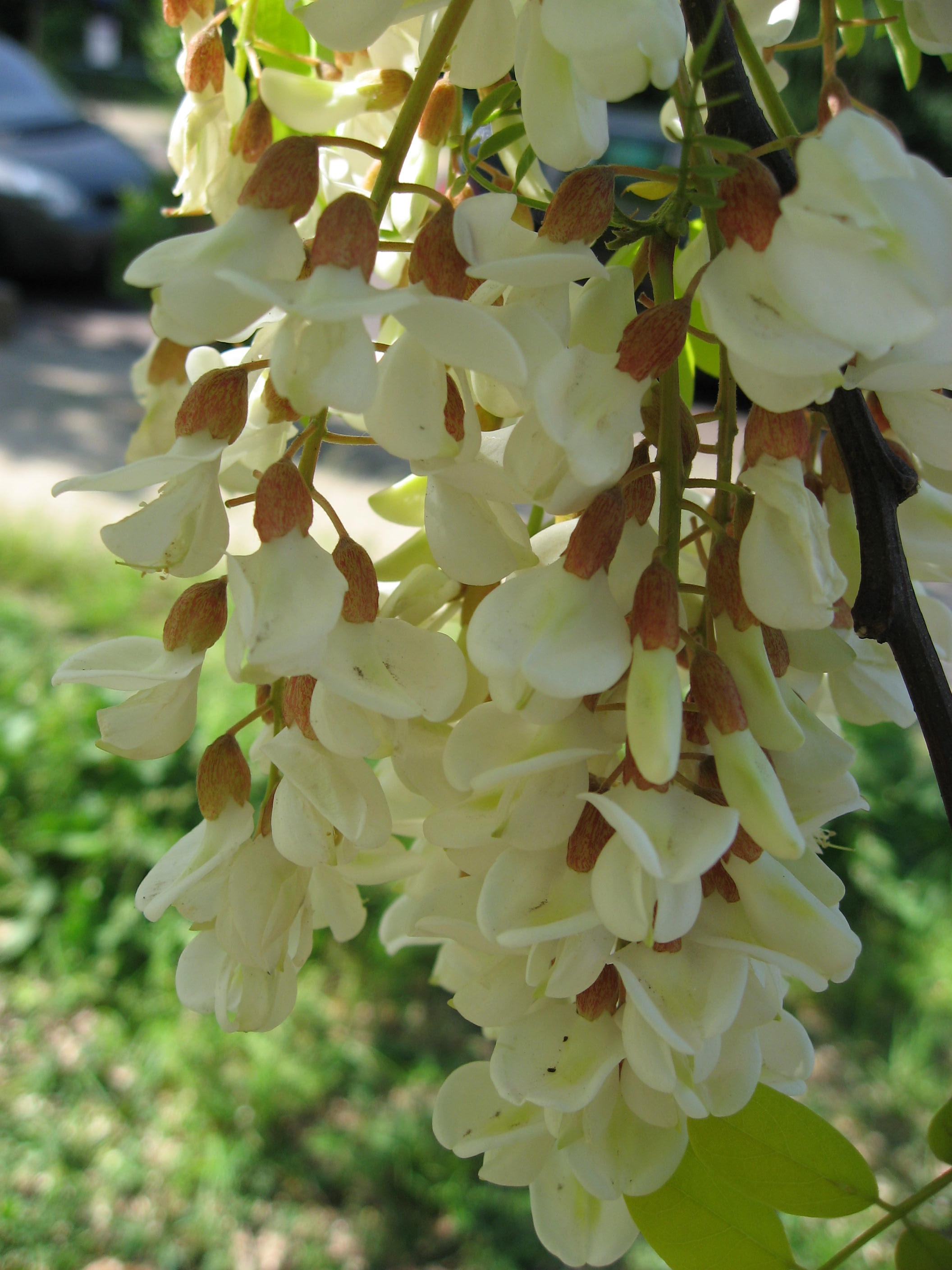
Robinia pseudoacacia 'fraisia' in bloei

## Bois de Boulogne in de kunst
- 1863 Le déjeuner sur l'herbe (schilderij, waarop Édouard Manet de prostitutie in het Bois de Boulogne aankaart)
- 1899 Le chalet du cycle au Bois de Boulogne (schilderij van Jean Béraud van een uitspanning voor fietsers in het Bois de Boulogne)
- 1945 Les Dames du Bois de Boulogne (film)

Bois de Boulogne ·
Bois de Vincennes ·
Coulée verte René-Dumont ·
Le Jardin d'acclimatation ·
Jardin Atlantique ·
Jardin du Bassin de l'Arsenal ·
Jardin du Champ-de-Mars ·
Jardin du Luxembourg ·
Jardin des Tuileries ·
Jardins des Champs-Élysées ·
Jardins des Halles ·
Jardins du Palais-Royal ·
Jardin des Plantes ·
Jardin des serres d'Auteuil ·
Parc André Citroën ·
Parc de Bagatelle ·
Parc de Belleville ·
Parc de Bercy ·
Parc de Boulogne ·
Parc des Buttes-Chaumont ·
Parc floral de Paris ·
Parc Georges Brassens ·
Parc Monceau ·
Parc Montsouris ·
Parc de la Villette ·
Cité universitaire
Zie ook: Lijst van bezienswaardigheden in Parijs
- Gemeinsame Normdatei: 4514416-3
- International Standard Name Identifier: 0000 0001 0743 3069
- Library of Congress Control Number: n90716765
- Virtual International Authority File: 145550998